# Neusser Lagerhaus

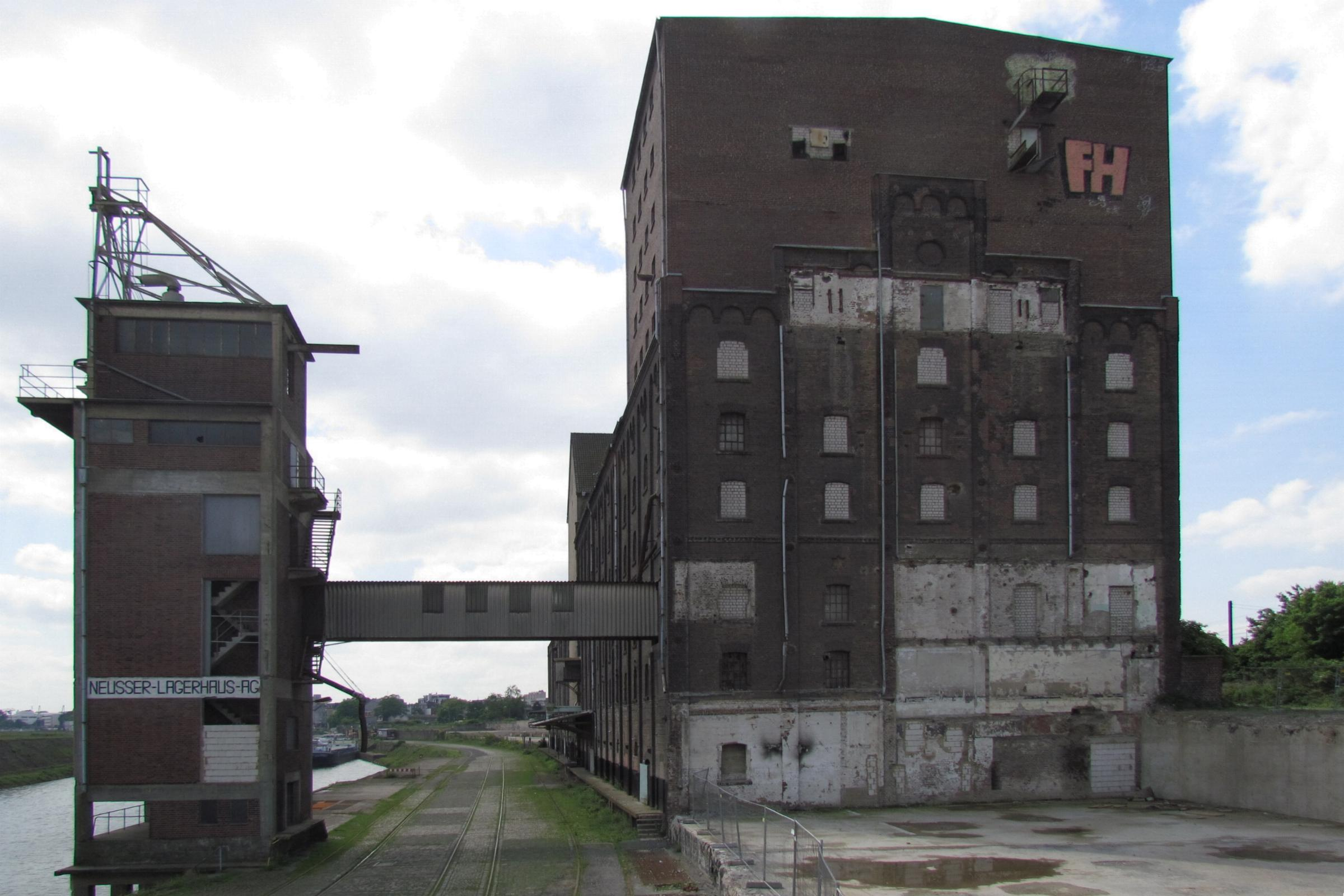
Gebäude mit Verladerampe, zwischen 2011 und 2012

Das Neusser Lagerhaus ist ein Gebäudekomplex zwischen der Düsseldorfer Straße und dem Hafenbecken I (Obererft) nördlich der Innenstadt von Neuss. Es besteht aus einem Stückgutlager, einem Suka-Silo und einem Stockwerkspeicher. Das Verwaltungsgebäude wurde abgerissen. Stückgutlager und Stockwerkspeicher wurden 2010 in die Denkmalschutzliste eingetragen.
Die Neusser Lagerhaus AG ging auf die Brüder Koenemann und Wilhelm Berger zurück, die seit Anfang der 1880er Jahre ein Gelände am Erfthafen nutzten. Sie gründeten am 2. Juni 1896 das Unternehmen. Im selben Jahr ließen sie ein erstes Lagerhaus aus Sichtbackstein errichten. Es verfügte über einen mechanischen Elevator, ab 1906 sogar über zwei. 1924 entstand das Stückgutlager als zweigeschossiger Stahlbetonbau. 1934 entstand ein erster Silospeicher, der nicht mehr vorhanden ist. 1938 entstand zwischen Altbau und Stückgutlager ein Silo nach dem Prinzip Suka. In den 1950er Jahren entstand ein neuer Elevator direkt am Kanal.
Am 20. März 2024 zerstörte ein größerer Brand den Stockwerkspeicher. In den Morgenstunden des 21. März 2024 war der Brand unter Kontrolle. Der Stockwerkspeicher konnte nicht mehr gerettet werden.